# Пин Хай (лек крайцер, 1935)
Пин Хай (на китайски: 平海, на английски: Ping Hai), от 1938 г. – „Мишима“ (на японски: 見島), от юни 1944 г. – „Ясошима“ (на японски: 八十島) е лек крайцер на ВМС на Китай. Впоследствие кораб на японския флот. Втори и последен крайцер от типа „Нин Хай“. Крайцерът е построен в Китай при наблюдението на японски морски инженери; обладава по-слаба двигателна установка и зенитно въоръжение, също така не приема на борда си хидросамолети. Строителството на крайцера е забавено във връзка с Мукденския инцидент и Първото Шанхайско сражение. Ограничаването на доставките и почти пълната липса на сътрудничество с японците водят до преместването на срока на спускането на вода от 10 октомври 1933 г. към 28 септември 1935 г. и необходимостта да се купува зенитното въоръжение от немците. Крайцерът е въведен в експлоатация през 1936 г., а година по-късно е потопен от авиацията на Императорския флот по време на втората японо-китайска война. По-късно той е изваден и възстановен в японския флот като ескортен съд, а на 25 септември 1944 г. е торпилиран от авиацията на ВМС на САЩ.

## История на строителството
Към края на 1920-те години крайцерските сили на ВМФ на Китай се състоят от четири бронепалубни крайцера построени в края на XIX век и два учебни крайцера, постъпили във флота в навечерието на Първата световна война (за крайцери също се считат и няколко канонерки). Приетата през 1929 г. от правителството на партията Гоминдан мащабна военноморска програма предполага включването в китайския флот на самолетоносач, два тежки и два леки крайцера. Фактически по финансови условия Китай може да води преговори за поръчка само на леки крайцери с намален тонаж. След преговори с корабостроителни компании от Великобритания, САЩ, Германия и Япония в края на 1930 г. е достигнато съглашение с японската фирма „Харима“. Независимо от напрегнатите отношения между Япония и Китай, първият крайцер е завършен през 1932 г.

## Характеристики
„Нин Хай“ е създаден по образец на японският експериментален лек крайцер „„Юбари““, , съвместяващ малки размери със силно въоръжение във малка водоизместимост (2526 тона). Както и на „Юбари“, на „Нин Хай “ има единн комин и троен електроизмерителен мост. Въоръжението е съпоставимо с това на съдове с по-голяма водоизместимост – шест 140-мм морски оръдия Тип 3 (три сдвоени установки), шест 76-мм морски оръдия Тип 41 и два сдвоени 533 мм торпедни апарата. Също така на кораба има неголям хангар за два хидросамолета тип Aichi AB-3 (един закупен от Япония, вторият е построен по чертежи в Китай). Катапулт няма на борда, запуска се осъществява с помощта на кран. Въпреки това, силовата установка на крайцера е слаба: три остарели вертикалн четирицилиндрови парни машини с тройно разширение (две работещи на въглища), даващи скорост от 22 възела. Прекомерната маса, също така, създава проблеми с устойчивостта на съда, вследствие на което той действа в крайбрежните води, атакувайки канонерки или други по-малки съдове.

## Истори на службата
Под името „Пин Хай“ крайцерът носи служба във ВМС на Китайската Република като флагмански кораб от април 1937 г. Кто един от най-силните надводни кораби на неголемия флот на Китайската Република, в началото на втората японо-китайска война „Пин Хай“ става обект на атаките на Императорския флот на Япония от момента второто Шанхайско сражение. На 23 септември 1937 г., по време на щурма на японците на крепостта Цзянъин, охраняваща участъка от реката Яндзъ при Нанкин японски бомбардировачи атакуват „Пин Хай“ и го потопяват след осем попадения: атаките нанасят самолети, излитащи от палубата на самолетоносача „Кага“ и от летища около Шанхай.
През 1938 г. японците изваждат потъналия съд от Яндзъ: изначално корабът е планирано да се предаде на нанкинското колаборационистско правителство, обаче впоследствие японците го оставят за себе си, отбуксирайки го в Сасебо, и го превръщат в учебен кораб и кораб на бреговата отбрана „Мишима“. Към юни 1944 г., във връзка с обострящата се подводна война от страна на съюзниците, корабът „Мишима“ е преоборудван и направен на кайбокан (кораб за съпровождение). Съдът влиза в Императорския флот на Япония под името Ясошима на 10 юни: от него е свалено цялото крайцерско въоръжение, добавена е РЛС и са запазени зенитните оръдия.
На 25 септември 1944 г. крайцерът „Ясошима“ е изпратен в помощ на сражаващите се в залива Лейте японски кораби, съпровождайки кораби с подкрепления. Крайцерът и още два товарни кораба, западно от Лузон, са прехванати от авиация, пусната от палубите на самолетоносачите „Тайкондерога“ (USS Ticonderoga (CV-14)) и „Ленгли“ (USS Langley (CVL-27)), която и потопява трите съда.